# Taktik (Handball)
Die Taktik ist eine Komponente im Handballsport. Es wird zwischen Angriff- und Abwehrtaktik unterschieden. Mit geeigneten Angriffstaktiken wird versucht, seine Stärken optimal einzusetzen oder gegnerischen Schwächen für sich zu nutzen. Die taktischen Überlegungen der Abwehr haben das Ziel, die gegnerischen Stärken einzuschränken.
Sowohl im Angriff als auch in der Abwehr wird zwischen Individual-, Gruppen- und Mannschaftstaktik unterschieden. Das taktische Vorgehen eines einzelnen Spielers wird als Individualtaktik bezeichnet. Im gruppentaktischen Bereich sind mehrere Spieler (zwei bis vier Spieler) im Handeln einbezogen. Die Mannschaftstaktik beinhaltet das Verhalten der gesamten Mannschaft.

## Abwehrformationen
Es gibt verschiedene Formationen, mit denen man versucht, den gegnerischen Angriff am besten in den Griff zu bekommen.
Eine Standardformation ist die 6:0-Abwehr. Dabei stehen alle Abwehrspieler direkt am Sechsmeterkreis. Jeder Spieler ist für einen bestimmten Bereich zuständig (Raumdeckung). Zusätzlich müssen die Spieler sich gegenseitig aushelfen, um ein Tor zu vermeiden.
Eine andere Formation ist die 5:1-Abwehr. Dabei steht ein Spieler vor allen anderen, die am Kreis stehen. Dieser Spieler versucht den Spielaufbau des Gegners zu stören und gegebenenfalls einen Pass abzufangen und so den Ball zu erobern.

## Manndeckung
Gegen gute Rückraumschützen oder spielbestimmende Spieler wird oft eine Manndeckung gespielt. Diese kann aber beispielsweise von einem Mitspieler durch eine Sperre aufgelöst werden. Es kann aber auch am Ende des Spiels, wenn die eine Mannschaft noch ein Tor erzielen muss, eine offene Deckung gespielt werden, um dadurch unter Umständen schnell in Ballbesitz zu kommen und ein Tor zu werfen.

## Angriff
Im Angriff versucht man die gegnerische Abwehr zu überraschen. Das gelingt mit verschiedenen Taktiken:
1. mit Kreuzen
2. mit einem Übergang
3. Distanzwürfe vorbereiten
4. mit einer Sperre

Beim Kreuzen wechseln zwei Angreifer ihre Positionen. Dadurch können Distanzwürfe vorbereitet werden oder es kann den Gegner einfach verwirren, sodass man in eine gute Wurfsituation kommt.
Bei einem Übergang läuft zum Beispiel der Außenspieler ein und es wird mit zwei Kreisläufern gespielt. Dadurch muss die Abwehr in der Mitte zwei Spieler decken. Wenn man dann einen Distanzwurf vorbereitet, muss die Abwehr raustreten und man kann an einen der Kreisläufer abspielen. Um einen Distanzwurf vorzubereiten, läuft ein Spieler von einer kleineren Entfernung auf den Kreis zu und bekommt den Pass von einem Mitspieler. Der Distanzschütze kann dann den Ball über den Block darüber werfen oder spielt zu dem Kreisläufer oder zu einem anderen freien Spieler. Beim Sperren unterbricht man den Laufweg eines Abwehrspielers, um eigene Vorteile dann im Angriff zu haben.